# Jerome Richardson
Jerome Richardson (Oakland, 25 dicembre 1920 – Englewood, 23 giugno 2000) è stato un sassofonista, flautista e clarinettista statunitense.

## Biografia
Nel corso della sua carriera ha collaborato, tra gli altri, con Jimmy Cleveland, Kenny Clarke, Nat Adderley, Sarah Vaughan, Hank Jones, Cannonball Adderley, la Thad Jones/Mel Lewis Orchestra, Gene Ammons, Betty Carter, Abbey Lincoln, Ray Brown, Dinah Washington, Quincy Jones, Milt Jackson, Harry Belafonte, Charles Mingus, Manny Albam, Dizzy Gillespie, Sonny Stitt, Herbie Hancock, Earth, Wind & Fire, Wade Marcus, Lee Ritenour e Jimmy Heath.